# ASD Corniglianese 1919
ASD Corniglianese 1919 – włoski klub piłkarski, mający swoją siedzibę w mieście Genua na północy kraju.

## Historia
Chronologia nazw:
- 1919: Associazione Sportiva Corniglianese
- 1930: klub rozwiązano – po fuzji z A.C. La Dominante
- 1931: Società Sportiva Corniglianese
- 1937: klub rozwiązano – po fuzji z A.C. Sampierdarenese i Rivarolese Nazionale Liguria
- 1945: S.S. Corniglianese
- 1955: A.C. Andrea Doria 1955
- 1961: S.S. Corniglianese
- 1984: Associazione Sportiva Dilettantistica Corniglianese 1919
- 2013: Genova Calcio – po fuzji z CulmvPolis i Virtusestri

Piłkarski klub A.C. Corniglianese został założony w miejscowości Genua w 1919 roku. W 1920 startował w Terza Divisione ligure. Po zakończeniu sezonu 1924/25 awansował do Seconda Divisione. W 1930 klub dołączył do A.C. La Dominante tworząc F.B.C. Liguria. Jednak po roku fuzja rozpadła się. Corniglianese, Andrea Doria i Sampierdarenese ponownie startowały w rozgrywkach jako osobne kluby.
W sezonie 1935/36 finiszował pierwszym w Prima Divisione Ligure i powrócił do Serie C.
W 1937 roku pod naciskiem reżimu faszystowskiego klub Sestrese został przemianowany na Polisportiva "Manlio Cavagnaro", założyciela Autonomii Faszystowskiej w Sestri Ponente, który został zamordowany w roku 1921. Następnie aby uratować klub zmuszono do połączenia głównych społeczeństw Genui - S.S. Corniglianese oraz A.C. Sampierdarenese z Rivarolese Nazionale Liguria w jedyny klub Associazione Calcio Liguria. Cavagnaro pozostał aktywny aż do 1943 roku.
W sezonie 1937/38 zespół debiutował w Serie A, gdzie zajął 11.miejsce. Sezon 1939/40 zakończył na przedostatniej 15.pozycji i został oddelegowany do Serie B. Po zwycięstwie w Serie B wrócił w następnym roku do Serie A i występował w niej do 1943 roku.
W 1945 komisja Federazione Italiana Giuoco Calcio anulowała wszystkie fuzje reżimu faszystowskiego. Wskutek decyzji klub został rozformowany. S.S. Corniglianese został odrodzony i w sezonie 1946/47 startował w grupie A Serie C. W 1948 spadł do Lega interregionale Nord di Promozione, a w 1951 na rok do Prima Divisione. 
W 1955 zmienił nazwę na A.C. Andrea Doria 1955, ale w 1961 wrócił do nazwy S.S. Corniglianese. W latach 70. XX wieku występował w Promozione Liguria. W 1984 jako Associazione Sportiva Dilettantistica Corniglianese 1919 został zdegradowany do Prima Categoria, ale potem wrócił do Promozione Liguria. W 2005 awansował do Eccellenza. W 2009 znów spadł do Promozione Liguria, a po roku do Prima Categoria. W 2013 odbyła się fuzja z CulmvPolis i Virtusestri, w wyniku czego powstał klub Genova Calcio.

## Sukcesy

### Trofea międzynarodowe
Nie uczestniczył w rozgrywkach europejskich (stan na 31-12-2016).

### Trofea krajowe
| \| \| Zdobyte trofea w rozgrywkach Włoch (stan na: 31-05-2017) \| |                                                          |      |          |
| Rozgrywki                                                         | Osiągnięcie                                              | Razy | Sezon(y) |
| · Mistrzostwo                                                     | I miejsce                                                | 0    |          |
| · Mistrzostwo                                                     | II miejsce                                               | 0    |          |
| · Mistrzostwo                                                     | III miejsce                                              | 0    |          |
| · Puchar                                                          | zdobywca                                                 | 0    |          |
| · Puchar                                                          | finalista                                                | 0    |          |
| II liga                                                           | I miejsce                                                | 0    |          |
| II liga                                                           | II miejsce                                               | 0    |          |
| II liga                                                           | III miejsce                                              | 0    |          |
| Włochy                                                            | Zdobyte trofea w rozgrywkach Włoch (stan na: 31-05-2017) |      |          |

- Serie C:
- wicemistrz grupy A Divisioni Inferiori Nord: 1927/28

## Stadion
Klub rozgrywa swoje mecze domowe na stadionie Italo Ferrando w Genui.